# Bianca Lamblin
Pour les articles homonymes, voir Lamblin.
Bianca Lamblin, née Bianca Bienenfeld à Lublin (Pologne) en 29 avril 1921 et morte le 5 novembre 2011 à Vitry-sur-Seine, est une femme de lettres et philosophe française d’origine polonaise, épouse de Bernard Lamblin et cousine de l’écrivain Georges Perec.
Proche de Jean-Paul Sartre et de Simone de Beauvoir, Bianca Lamblin décrit sa relation avec eux dans Mémoires d'une jeune fille dérangée. Le pseudonyme choisi par Simone de Beauvoir pour la désigner dans les Lettres au Castor et à quelques autres est Louise Védrine.

## Biographie
De parents juifs, Bianca Bienenfeld quitte avec eux la Pologne à quinze mois pour Paris, en raison des violents courants antisémites. Alors qu'elle a six ans, sa mère tombe malade, et son père est souvent absent ; sa sœur et elle sont alors confiées à des gouvernantes. Après l'école communale, elle fréquente le lycée Molière (16e arrondissement) et le Conservatoire international de musique de Paris, lit beaucoup, joue du piano.
En 1937, au lycée Molière, Bianca Bienenfeld qui a seize ans tombe sous le charme et l'autorité de son professeur de philosophie, Simone de Beauvoir, dont elle devient l'amie, puis la maîtresse, avant que Jean-Paul Sartre devienne également son amant. Ils forment un « ménage à trois », configuration amoureuse qu’ont déjà connue Beauvoir et Sartre avec Olga Kosakiewicz. Elle fait des études de philosophie à la Sorbonne, avec Jean Kanapa, Raoul Lévy et Bernard Lamblin.
En 1940, Sartre met fin à sa relation avec la jeune fille. Beauvoir met également fin à sa relation amoureuse avec celle-ci, mais conservera avec elle des relations d'amitié jusqu'à sa mort.
Le 12 février 1941, Bianca épouse Bernard Lamblin. Pendant l’Occupation allemande, elle passe en zone libre, doit vivre sous une fausse identité, et assiste dans le Vercors à des affrontements entre la Résistance et l’armée allemande. Elle sera professeure de philosophie, et élèvera ses deux filles avec son mari.
Après la mort de Simone de Beauvoir sont publiées les Lettres à Sartre, dans lesquelles Bianca Lamblin est nommée Louise Védrine, et une biographie de Beauvoir de Deirdre Bair qui révèle la véritable identité de Louise Védrine. Bianca Lamblin, humiliée et blessée par ce qu'elle découvre dans ces lettres, répond aux écrits posthumes de Beauvoir par une autobiographie intitulée Mémoires d'une jeune fille dérangée. Elle y décrit comment Simone de Beauvoir et Jean-Paul Sartre auraient abusé d’elle à l’âge de dix-sept ans et écrit : « J’ai découvert que Simone de Beauvoir puisait dans ses classes de jeunes filles une chair fraîche à laquelle elle goûtait avant de la refiler, ou faut-il dire plus grossièrement encore, de la rabattre sur Sartre. »

## Œuvre
- Mémoires d'une jeune fille dérangée, Paris, éditions Balland, 1993, 208 p. ; rééditions : (édition poche), Paris, LGF, Le Livre de poche, 1994, 184 p.  (ISBN 2-2531-3593-3) ; Paris, Balland, 2006, 206 p.  (ISBN 2-7158-0994-8) .